# ДТЭК
ДТЭК (укр. ДТЕК, англ. DTEK) — крупнейший частный инвестор энергетической отрасли Украины. Предприятия компании производят электроэнергию на солнечных, ветровых и тепловых электростанциях, добывают уголь и природный газ, осуществляют трейдинг энергопродуктов на украинском и зарубежных рынках, распределяют и поставляют электроэнергию потребителям, и развивают сеть скоростных зарядных станций.
Главный офис компании находится в Киеве. ДТЭК входит в состав SCM, акционером которой является Ринат Ахметов.

## История компании

### 2005 — 2010
ДТЭК создан в 2005 году. В состав компании вошли предприятия "Павлоградуголь", "Шахта Комсомолец Донбасса", "Востокэнерго" и "Сервис-Инвест".
В 2006 году присоединились «ПЭМ-Энергоуголь», ЦОФ «Павлоградская» и «Кураховская», а в 2007 году — ЦОФ «Добропольская», «Октябрьская» и Моспинское УПП.
В 2007 году ДТЭК присоединился к Глобальному договору ООН. Начата программа модернизации всех энергоблоков Востокэнерго, а рейтинговые агентства Moody's и Fitch впервые присвоили компании международные кредитные рейтинги.
В 2008 году создана компания "Винд Пауэр". В дальнейшем она вошла в состав операционной компании ДТЭК ВИЭ, управляющей сегодня всеми активами ДТЭК в сфере возобновляемой энергетики.
В 2009 году компания впервые выполнила экспорт электроэнергии в Венгрию, Румынию и Словакию, получив соответствующее право на аукцион по доступу к международным сетям.
В 2010 году ДТЭК присоединился к европейским отраслевым ассоциациям EURACOAL и EURELECTRIC.

### 2011 — 2016
В 2011 году компания стала членом CSR Europe. В том же году ДТЭК стал крупнейшим частным акционером ПАО «Киевэнерго». Также Фонд государственного имущества и ДТЭК заключили договоры аренды и концессии государственных предприятий «Добропольеуголь», «Ровенькиантрацит» и «Свердловантрацит».
В мае 2011 года был создан «ДТЭК Нефтегаз» для развития проектов в нефтегазовой отрасли.
В 2012 году завершена реализация первого пятилетнего этапа долгосрочной стратегии развития ДТЭК. За 2008–2012 годы в производство инвестировано свыше $2,5 млрд. Также в этом году запущены турбины первой очереди Ботиевской ВЭС. Состоялось первое приобретение угольных активов за пределами Украины — в состав ДТЭК вошли Шахтоуправление «Обуховское», «Донский антрацит» и «Сулинантрацит» (Россия). В 2021 году стало известно о продаже активов кипрской структуре Valleyton Investments Limited.
В 2013 году ДТЭК начал поставки газа из Европы и приобрел пакет акций Нефтегаздобычи. Размещен второй выпуск еврооблигаций в размере $750 млн.
В 2014 году ДТЭК возобновил электроснабжение для 1,4 млн жителей в 600 населенных пунктах, обесточенных в результате боевых действий на востоке Украины. Также ДТЭК завершил процесс реформирования системы управления бизнесом. Была создана управляющая компания ДТЭК и три операционных компании: ДТЭК Энерго, обеспечивающая управление активами в угледобыче, тепловой энергетике и дистрибуции электроэнергии, ДТЭК ВДЕ — в альтернативной энергетике и ДТЭК Нефтегаз — в добыче природного газа. В следующем году создана четвертая операционная компания для предоставления комплексных услуг по энергоэффективности — ДТЭК ЭСКО. Ботиевская ветроэлектростанция вышла на проектную мощность, стала самой большой на территории Украины и вошла в пятерку крупнейших ветропарков Центральной и Восточной Европы.
В 2015 году «Нефтегаздобыча» ввела в эксплуатацию самую глубокую в Восточной Европе газовую скважину (6750 м) и достигла наивысшего показателя по частной газодобыче Украины.
В 2016 году «Нефтегаздобыча» добыла 1,6 млрд куб. м природного газа.

### 2017—2021
В 2017 году ДТЭК потерял контроль над своими предприятиями, расположенными в отдельных районах Донецкой и Луганской области. Среди них: «ДТЭК Шахта Комсомолец Донбасса», «Моспинское ВПП», «ДТЭК ПЭМ-Энергоуголь», «ДТЭК Востокэнерго» (ОП «Зуевская ТЭС»), «ДТЭК Донецкоблэнерго», «Техремпоставка», «ДТЭК Свердловантрацит», «ДТЭК Ровенькиантрацит», «Электроналадка», «ДТЭК Высоковольтные сети» и «ДТЭК Сервис». В этом же году был введен в эксплуатацию первый объект в гелиоэнергетике — Трифановская СЭС в Херсонской области. ДТЭК Приднепровская ТЭС перевела энергоблоки № 7-8 с антрацитовых марок угля на газовые. ДТЭК Энерго приобрел ООО «Корум Дружковский машиностроительный завод», ООО «ИТЦ «Горные машины» и 61,2% акций ЧАО «Свет Шахтера».
В 2018 году в рамках реформы рынка электроэнергии компания завершила процедуру анбандлинга, в результате чего на базе «Киевэнерго», «Днепрооблэнерго» и «Донецкоблэнерго» были созданы операторы систем распределения — «ДТЭК Киевские электросети», «ДТЭК Днепровские электросети» и «ДТЭК Донецкие электросети». Независимо от них начали работу три компании поставщика: «Киевские энергетические услуги», «Днепровские энергетические услуги», «Донецкие энергетические услуги». Стратегическое управление созданными ОСР, а также «ДТЭК Высоковольтные сети» и «ДТЭК ПЭМ-Энергоуголь» осуществляет операционный холдинг «ДТЭК Сети». Для координации работы компаний поставщиков создан независимый операционный холдинг D.Solutions (ООО «Д.Солюшнс»). Также создана компания D.Trading (ООО «Д.Трейдинг»), отвечающая за развитие оптовой торговли энергоресурсами на территории Украины и на внешних энергетических рынках. Кроме того, ДТЭК ВИЭ заключил контракт с General Electric на строительство двух очередей Приморской ветроэлектростанции, начал строительство Никопольской СЭС в партнерстве с китайской компанией СМЭС и строительство Орловской ВЭС в партнерстве с датской компанией Vestas.
Также в 2018 году ДТЭК запустил сеть скоростных зарядных станций для электромобилей STRUМ, которая в 2019 году была переименована в YASNO E-mobility.
В 2019 году ДТЭК ВИЭ начал строительство Покровской СЭС. Также были приобретены контрольные пакеты акций Одессаоблэнерго и Киевоблэнерго. В том же году Компания завершила строительство Орловской и Приморской ВЭС, Никопольской и Покровской СЭС, а портфель проектов ДТЭК в возобновляемой энергетике достиг 1 ГВт.
18 сентября 2020 года Окружной суд Амстердама по требованию Сбербанка России ввел ограничения на DTEK Energy B.V на $45,1 млн по отношению к некоторым активам компании в Нидерландах. Также в 2020 году ДТЭК присоединился к новой глобальной Платформе Всемирного экономического форума по борьбе с коронавирусом COVID-19. Кроме того, ДТЭК ВИЭ получил от Climate Bond Initiative награду Green Bond Pioneer Award за дебютный выпуск зеленых облигаций.
В 2021 году ДТЭК ВИЭ начинает строительство первой очереди Тилигульской ВЭС в сотрудничестве с датской компанией «Vestas». Также в 2021 году ДТЭК приобрел 24,5% «Кировоградоблэнерго» у VS Energy.

### Направления бизнеса
В ветроэнергетике ДТЭК ВИЭ представлена Ботиевской и Приморской ВЭС и Орловским ветропарком мощностью 100 МВт. В 2017 году был реализован пилотный проект в солнечной энергетике — строительство Трифоновской СЭС мощностью 10 МВт; 2019 введены в эксплуатацию Никопольская и Покровская солнечные электростанции суммарной инверторной мощностью 440 МВт.
ДТЭК Энерго обеспечивает замкнутый цикл производства электроэнергии из угля. В угледобыче создан полный производственный цикл: добыча и обогащение угля, сервисное обслуживание шахтного оборудования.
ДТЭК Нефтегаз (англ. DTEK Oil&Gas) отвечает за нефтегазовое направление в структуре энергетического холдинга ДТЭК. Основной актив — «Нефтегаздобыча», добывающий газ и газовый конденсат в Полтавской области на участках Семиренковского и Мачухского месторождений.
ДТЭК Сети развивает бизнес по распределению электроэнергии и эксплуатации электросетей в Киеве, Киевской, Днепропетровской, Донецкой и Одесской областях. Предприятия обслуживают всего 5,6 млн клиентов. Компания обеспечивает стратегическое управление созданными в результате анбандлинга операторов системы распределения — «ДТЭК Киевские электросети», «ДТЭК Днепровские электросети» и «ДТЭК Донецкие электросети», а также «ДТЭК Высоковольтные сети» и «ДТЭК ПЭМ-Энергоуголь».
D.Solutions отвечает за розничные поставки электроэнергии, услуги в сфере энергоэффективности и зарядки электромобилей. Компания управляет компаниями поставщиками электроэнергии, созданными в результате анбандлинга: киевские энергетические услуги, Днепровские энергетические услуги, Донецкие энергетические услуги, объединив их деятельность под брендом YASNO. Также D.Solutions развивает сеть быстрых зарядных станций YASNO Е-mobility (ранее проект назывался STRUM).
D.Trading — компания, отвечающая за развитие оптовой торговли энергоресурсами на Украине на внутренних и внешних энергорынках, работает с крупными потребителями и поставщиками ресурсов.
Academy DTEK — открытая образовательная бизнес-платформа. Проект выступает партнером украинских и международных бизнес-школ и организаций, в частности, INSEAD, IE Business School, Thunderbird, HRCI, Киево-Могилянской бизнес-школы, ПУМБ, Киевстар, VISA и т.д.

## Энергетическая трансформация: декарбонизация и евроинтеграция

### Новая стратегия 2030
В Новой стратегии к 2030 году ДТЭК обязался трансформировать бизнес в более экологичный, эффективный и технологичный, который в своей деятельности руководствуется принципами ESG. Цель ДТЭК – достичь углеродной нейтральности к 2040 году. Также ДТЭК интегрировал 12 Целей устойчивого развития ООН в свою ESG-стратегию.

### Инновации и цифровая трансформация
В 2018 году была создана дирекция по инновациям – Innovation DTEK, а с начала 2019 года в ДТЭК начала работать программа цифровой трансформации компании под названием MODUS.
Одним из главных проектов дирекции по инновациям в 2021 году стало открытие первой на Украине промышленной литий-ионной системы накопления энергии (СНЭ) мощностью 1 МВт и емкостью 2.25 МВт⋅час.
Прокладка подземной Wi-Fi связи на шахте "Юбилейная" (проект MODUS) на глубине 510 метров вошла в Книгу рекордов Украины как первая и самая глубокая подземная инфраструктура связи в стране.
В начале 2021 года ДТЭК заявил о создании инвестиционного хаба новой украинской энергетики в Великобритании.

## Проекты корпоративной социальной ответственности

### Бизнес без барьеров
ДТЭК стал одной из первых украинских компаний, присоединившихся к сообществу «Бизнес без барьеров», инициированному Еленой Зеленской. Кроме того, ДТЭК является участником международных инициатив — Глобальный договор ООН, The Valuable 500, Women's Empowerment Principles.

### Община своими руками
ДТЭК проводит и финансирует ежегодный конкурс «Община своими руками» (укр. Громада своїми руками), в котором участвуют проекты общественных организаций, органов самоорганизации населения, объединений совладельцев многоквартирных домов и инициативных групп активистов, направленные на решение локальных проблем и преобразование общественного пространства территориальных общин. В 2021 году проект «Громада своїми руками» получил награду Глобального договора ООН Partnership for Sustainability Award 2020.

### Энергоэффективные школы. Restart
Энергоэффективные школы. Restart — этот проект нацелен на популяризацию идеи рационального использования энергоресурсов, воспитание экологических ценностей, привлечение учащихся и их родителей, сотрудников учебных заведений и волонтеров в экологические мероприятия.

### Давай, играй!
«Давай, играй!» — совместный проект с футбольным клубом «Шахтёр», направленный на развитие массового детского любительского футбола и популяризацию идей инклюзивности и здорового образа жизни.

### Птицы Украины
Птицы Украины — в 2021 году ДТЭК Сети запустил проект #Лелеченьки, который стал самым масштабным экологопросветительским проектом по защите птиц на Украине. Компания установила рекордное на Украине количество специальных защитных платформ для гнезд аистов – 122, в течение одного месяца (сентябрь – октябрь, 2021), в результате защищено около 600 аистов. Также в рамках проекта установлены 2 скульптуры семьи аистов в Киеве и Одессе. Кроме того, в 2021 году энергетики ДТЭК Сети установили 2372 птице защитных устройств на линиях электропередачи (кожухи и светоотражающие маркеры).
Компания ДТЭК Сети с 2013 года реализует программу по орнитологической безопасности линий электропередач. Мероприятия разработаны в соответствии с лучшими мировыми практиками по рекомендациям UNEP (программы ООН по охране окружающей среды) и BirdLife International на выполнение требований европейских директив 2009/147/ЕС «Об охране диких видов птиц» и 92/43/ЕЭС «О сохранении окружающей среды диких видов флоры и фауны». Их реализация позволяет не только защитить птиц, но и повысить надежность электроснабжения. За 9 лет в общей сложности установили 370 платформ для гнезд аистов, почти 5600 птицезащитных устройств, 122 искусственных гнездовья для птиц.
ДТЭК ведет непрерывный мониторинг популяций птиц и животных, проживающих на территории солнечных и ветровых электростанций. В частности, на Приморской ВЭС-2 гнездится около 100 разновидностей птиц. Также ДТЭК ВИЭ стал инициатором экопроекта для Тилигульского регионального ландшафтного парка — Острова птиц. Цель — сохранить и при благоприятных условиях умножить популяцию гнездящихся птиц в Тилигульском ландшафтном парке, расположенном в Николаевской области.
Для достижения этой цели ДТЭК ВИЭ построил искусственные острова для гнездования птиц. «Жители» островов — 50 тыс. птиц, 270 видов пернатых во время сезонных миграций, более 40 видов из Красной книги Украины и Европейского красного списка.
Проект реализуется компанией с Тилигульским ландшафтным парком, работники которого провели орнитологический мониторинг на территории парка и получили первые результаты. Успешность выведения потомства птиц в 2021 году на искусственных платформах составила 90%, в то время как в естественных условиях этот показатель составляет от 30 до 50%.
ДТЭК Энерго помогает ученым-орнитологам изучать диких птиц Бурштынского полуострова: совместно с нидерландской компанией Silence TV Europe и Галицким национальным природным парком было установлено 4 лайв-камеры, которые транслируют жизнь водоплавающих птиц. На сегодняшний день на водоеме зафиксировано до 100 различных видов птиц, 19 из которых занесены в Красную Книгу Украины. В 2020 году энергетики ДТЭК Бурштынская ТЭС инициировали проект #StayHomeWatchBirds, в котором призвали всех украинцев соблюдать карантин, оставаться дома и наблюдать за птицами, а свои наблюдения передавать орнитологам.

## ДТЭК во времяроссийского вторжения в Украину в 2022 году

### Stop Bloody Energy
С самого начала российского вторжения Группа ДТЭК вместе с НАК «Нафтогаз Украины» и НЭК «Укрэнерго» инициировала проект Stop Bloody Energy, в рамках которого они призывают западные компании прекратить сотрудничество с Россией в сфере энергетики. С помощью этой инициативы украинские компании хотят показать международному сообществу, кто из представителей мирового бизнеса продолжает работать с Россией, несмотря на войну в Украине. На сайте проекта собрана информация о газовых, угольных (трейдинговых), нефтесервисных и машиностроительных компаниях.
Инициатива была публично поддержана Офисом Президента Украины и Президентом Украины Владимиром Зеленским, на чьих страницах в социальных сетях были опубликованы видеоролики со ссылкой на проект.
Проект публично поддержали министр иностранных дел Украины Дмитрий Кулеба, советник главы Офиса Президента Украины Михаил Подоляк, посол Украины в Германии Андрей Мельник, а также известные украинские футболисты, телеведущие и артисты.
Один из крупнейших в мире производителей спецтехники японская компания Komatsu перестала работать с Россией после того, как компания попала в список Stop Bloody Energy. В рамках инициативы Stop Bloody Energy более 100 украинцев в начале мая 2022 г. собрались под головным офисом французской компании Engie с требованием разорвать газовые контракты с Россией. Также активисты из Украины и Европы в рамках инициативы Stop Bloody Energy провели в Давосе во время Всемирного экономического форума акцию против энергетического бизнеса, который продолжает работать в России.

### Восстановление энергетической инфраструктуры во время войны
С первого дня полномасштабного вторжения России на Украину ДТЭК ремонтирует разрушенные из-за обстрелов сети и работает над восстановлением электроснабжения.
18 мая специалисты ДТЭК на 100 % вернули свет в Киевскую область, освобожденную от российских военных 2 апреля 2022 года. Электроэнергия, принадлежащие компании высоковольтными и распределительными сетями, была представлена в 600 населенных пунктов в дома 260 тысяч семей. Работы были выполнены за 45 дней, а не 60, как было анонсировано компанией ранее. Группа ДТЭК инвестировала 300 млн. грн. в восстановление разрушенных войной электрических сетей в Киевской области. Для возобновления электроснабжения Киевской области ДТЭК привлек к работам своих специалистов из Одесской и Днепропетровской областей. В целом над возвращением света работали 1000 энергетиков из разных уголков страны.
Энергетики ДТЭК ежедневно возобновляют электроснабжение в Донецкой области, несмотря на постоянные боевые действия. В целом, по состоянию на июнь 2022 года, свет был восстановлен более чем в 2,8 млн домов по всей Украине. Общеукраинская программа по ремонту сетей и восстановлению энергетической инфраструктуры во время войны получила название «Возвращаем свет».

### Герои энергетического фронта
Для поддержки энергосистемы и восстановления энергетической инфраструктуры энергетики и шахтеры ДТЭК работают в сверхопасных условиях — в зоне активных боевых действий, часто под обстрелами — чтобы возобновлять электроснабжение для населения и добывать уголь для страны. С 24 февраля 2022 г. погиб 51 сотрудник Группы ДТЭК, были ранены 99 человек. Чтобы почтить героическую работу работников энергетической сферы, ежедневно рискующих своей жизнью, Группа ДТЭК инициировала проект «Герои энергетического фронта». На сайте проекта собраны истории энергетиков, которые продолжают героически работать в условиях войны.
К инициативе также присоединились Укрэнерго, Центрэнерго и Укрзализныця. В марте премьер-министр Денис Шмигаль отметил наградами энергетиков, работавших с начала российского вторжения на передовой. Наградами отметили работников, которые с первого дня войны осуществляли восстановление объектов системы передачи вблизи Василькова, Гостомеля, Новых Петровцев — самых горячих точек в Киевской области.
Также в мае Кабинет Министров наградил энергетиков ДТЭК, работающих в условиях боевых действий, почетной грамотой «За мужество». Энергетики ДТЭК Донецкие электросети награждены почетными грамотами Кабмина за личное мужество и самоотверженные действия при выполнении аварийно-восстановительных работ на линиях электропередачи ОСР, поврежденных в результате боевых действий на Донбассе, и спасение людей в условиях военного положения.

### Гуманитарная помощь и поддержка ВСУ
С самого начала полномасштабного вторжения России на Украину Группа ДТЭК закупает средства защиты для военных, медикаменты и продуктовые наборы для украинцев, а также поддерживает вынужденных переселенцев.
По состоянию на июнь 2022 г., Группа ДТЭК направила в поддержку ВСУ, сил территориальной обороны и гуманитарную помощь более 500 млн гривен.
Компания предоставила ВСУ и общинам более 50 тыс. литров горючего и 450 тонн угля для эвакуационных поездов, более 20 тыс. единиц медикаментов. Приобретены и переданы партии портативных раций и систем связи, партии жгутов-турникетов, генераторы и дроны.
Компания ДТЭК обеспечила эвакуацию около 5 тыс. своих сотрудников и членов их семей из зон боевых действий.
Всего за период полномасштабной войны компания передала из собственного автопарка 158 транспортных средств, среди которых внедорожники и микроавтобусы, используемые для выполнения задач по защите населения.

### Бесплатная электроэнергия для больниц и военных
С начала полномасштабного вторжения России на Украину Группа ДТЭК бесплатно предоставляет электроэнергию учреждениям критической инфраструктуры – государственным и коммунальным медицинским учреждениям, военным и силовым структурам. За четыре месяца Группа ДТЭК предоставила бесплатную электроэнергию на 160 млн грн около 100 заведениям. В частности, Институт травматологии и ортопедии АМН Украины, Днепропетровская областная клиническая больница им. И.И.Мечникова, Днепропетровский областной центр экстренной медицины и медицины катастроф, Кураховская городская больница и др.

### Позиция акционера

#### Оценка действий России
В интервью Радио Свобода в марте 2022 г. Ахметов отметил, что самое страшное в войне России против Украины то, что страдают и гибнут мирные люди. А военная агрессия России – это военное преступление и преступление против человечности в отношении Украины и украинцев.
На вопрос Экономической правды по отношению к Путину и России Ахметов отметил, что «Россия — страна-агрессор, а Путин — военный преступник. Потому что Украина всегда была мирной страной и никогда ни на кого не нападала».
В интервью американскому Форбсу в марте 2022 г. Ахметов отметил: «То, что происходит — военное преступление и преступление против человечества в отношении Украины и украинцев. Которым нет ни объяснений, ни оправданий».

#### Видение победы для Украины
В интервью Форбс Украина Ахметов отметил, что победа для Украины это «полное прекращение боевых действий, полный вывод российских войск с территории Украины и полное восстановление государственных границ Украины в пределах, признанных международным правом. То есть включительно с Крымом и Донбассом».

#### Планы по восстановлению страны
В комментарии Радио Свобода Ахметов заявил, что он уверен в том, что придет время, когда украинцы отстроят Украину, и заверил, что лично будет инвестировать все свои силы и средства, чтобы Украина восстановилась и стала процветающей страной.

## Показатели деятельности
Годовые отчеты и консолидированная финансовая отчетность ДТЭК (стандарты МСФО, аудит PriceWaterhouseCoopers)